# Leichtathletik-Europameisterschaften 2010/Teilnehmer (Frankreich)

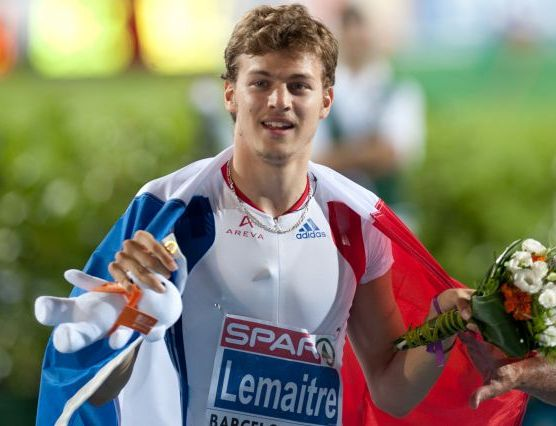
Christophe Lemaitre nach seinem Sieg über 100 m

Frankreich meldete 62 Sportler, 44 Männer und 18 Frauen, für die Leichtathletik-Europameisterschaften 2010 vom 27. Juli bis zum 1. August in Barcelona.
| Wettbewerb        | Männer | Frauen |
| ----------------- | --- | --- |
| 100 m             | Christophe Lemaitre (Gold) Martial Mbandjock (Bronze) Ronald Pognon (13. Platz)                                           | Christine Arron (8. Platz) Véronique Mang (Silber) Myriam Soumaré (Bronze)                                             |
| 200 m             | David Alerte (8. Platz) Christophe Lemaitre (Gold) Martial Mbandjock (Bronze) Pierre-Alexis Pessonneaux (nicht gestartet) | Lina Jacques-Sébastien (5. Platz) Véronique Mang (disqualifiziert) Myriam Soumaré (Gold)                               |
| 400 m             | Leslie Djhone (6. Platz) Yannick Fonsat (15. Platz) Teddy Venel (9. Platz)                                                | Muriel Hurtis-Houairi (8. Platz) Virginie Michanol (9. Platz)                                                          |
| 800 m             | Hamid Oualich (8. Platz)                                                                                                  | |
| 1500 m            | Yoann Kowal (5. Platz) Mahiedine Mekhissi-Benabbad (nicht gestartet)                                                      | Hind Dehiba Chahyd (Silber) Fanjanteino Félix (8. Platz)                                                               |
| 5000 m            | Noureddine Smaïl (5. Platz)                                                                                               | |
| 10.000 m          | Abdellatif Meftah (10. Platz)                                                                                             | |
| Marathon          | James Theuri (aufgegeben)                                                                                                 | |
| 3000 m Hindernis  | Mahiedine Mekhissi-Benabbad (Gold) Bouabdellah Tahri (Silber) Vincent Zouaoui Dandrieux (18. Platz)                       | Sophie Duarte (7. Platz)                                                                                               |
| 110 m Hürden      | Dimitri Bascou (4. Platz) Garfield Darien (Silber) Ladji Doucouré (10. Platz)                                             | |
| 400 m Hürden      | Fadil Bellaabouss (8. Platz) Héni Kechi (4. Platz) Sébastien Maillard (14. Platz)                                         | |
| Stabhochsprung    | Jérôme Clavier (nicht gestartet) Damiel Dossevi (5. Platz) Renaud Lavillenie (Gold) Romain Mesnil (8. Platz)              | |
| Weitsprung        | Kafétien Gomis (Silber) Salim Sdiri (4. Platz)                                                                            | Éloyse Lesueur (nicht gestartet)                                                                                       |
| Dreisprung        | Benjamin Compaoré (5. Platz) Teddy Tamgho (Bronze)                                                                        | |
| Kugelstoßen       | Yves Niaré (kein gültiger Versuch)                                                                                        | |
| Hammerwurf        | Nicolas Figère (11. Platz)                                                                                                | Stephanie Falzon (17. Platz)                                                                                           |
| Speerwurf         | Jérôme Haeffler (18. Platz)                                                                                               | |
| Siebenkampf       | | Antoinette Nana Djimou Ida (aufgegeben)                                                                                |
| Zehnkampf         | Romain Barras (Gold) Nadir El Fassi (12. Platz) Florian Geffrouais (16. Platz)                                            | – |
| 20 km Gehen       | Hervé Davaux (13. Platz) Yohann Diniz (nicht gestartet)                                                                   | |
| 50 km Gehen       | Yohann Diniz (Gold) | |
| 4 × 100 m Staffel | (Gold) David Alerte Imaad Hallay Christophe Lemaitre Martial Mbandjock Pierre-Alexis Pessonneaux Jimmy Vicaut             | (Silber) Christine Arron Nelly Banco Céline Distel Lina Jacques-Sébastien Véronique Mang Myriam Soumaré                |
| 4 × 400 m Staffel | (6. Platz) Mame-Ibra Anne Yoann Décimus Yannick Fonsat Youness Gurachi Mamadou Kassé Hann Teddy Venel                     | (6. Platz) Denis Laetitia Floria Gueï Muriel Hurtis-Houairi Marie-Angélique Lacordelle Virginie Michanol Thélia Sigère |